# Aïn Soltane (ʿAyn Defla)
Aïn Soltane è un comune dell'Algeria, situato nella provincia di 'Ayn Defla.